# Nick Ansell
Nicholas Clive Ansell (* 2. Februar 1994 in Melbourne) ist ein australischer Fußballspieler.

## Karriere
Nick Ansell erlernte das Fußballspielen im Football Federation Victoria National Training Centre (FFV NTC) sowie in der Jugend von Melbourne Victory. Bei dem Erstligisten unterschrieb er auch seinen ersten Profivertrag. 2012 wurde er an den unterklassigen Bentleigh Greens SC ausgeliehen. Nach der Ausleihe kehrte er im Dezember 2012 zu Melbourne Victory zurück. Hier stand er bis Juni 2017 unter Vertrag. Am Ende der Saison 2014/15 feierte er mit Melbourne die australische Meisterschaft. Im Juli 2017 ging er nach Europa. Hier unterschrieb er in Portugal einen Vertrag beim Erstligisten CD Tondela. Für den Verein aus Tondela spielte er in der Saison 2017/18 achtmal in der ersten Liga. Nach einer Spielzeit kehrte er im Juli 2018 nach Australien zurück. Hier schloss er sich für den Rest des Jahres seinem ehemaligen Verein Melbourne Victory an. Im Januar 2019 zog es ihn nach Asien. Hier nahmen ihn die Jeonnam Dragons aus Südkorea unter Vertrag. Das Fußballfranchise aus Gwangyang spielte in der zweiten Liga. Nach einer Saison, in der er 15 Zweitligaspiele bestritt, wechselte er im Januar 2020 zum Ligarivalen Gyeongnam FC. Für den Zweitligisten aus Changwon bestritt er fünf Ligaspiele. Nach der Saison kehrte er Ende Oktober 2020 wieder nach Australien zurück. Hier spielte er bis Juli 2021 für seinen ehemaligen Verein Melbourne Victory. Ende Juli 2021 nahm ihn der ebenfalls in der ersten Liga spielende Adelaide United unter Vertrag. In drei Spielzeiten bestritt er für den Verein aus Adelaide 28 Erstligaspiele. Im Juli 2024 ging er nach Thailand. Hier unterschrieb er in Nakhon Ratchasima einen Vertrag beim Erstligisten Nakhon Ratchasima FC. Nach einer Spielzeit, in der er 23 Ligaspiele bestritt, wurde sein Vertrag im Sommer 2025 nicht verlängert. Im Juli 2025 kehrte er nach Australien zurück. Hier unterschrieb er einen Vertrag beim St Albans Saints SC. Mit dem Verein aus St Albans spielt er in der National Premier Leagues Victoria.

## Erfolge
Melbourne Victory
- Australischer Meister: 2014/15